# Buda ostroma (1602)
Buda 1602-es ostroma a tizenöt éves háború egyik hadművelete. 1602 júliusában a török haderő elfoglalta Székesfehérvárt, innen Erdély ellen szándékozott vonulni. Erdély tehermentesítésére a császári hadvezetés hadjáratot  indított Buda ellen, Hermann von Russwurm (Rusworm) tábornagy parancsnoksága alatt. Október elején elfoglalták Pest városát, és hozzáfogtak Buda várának módszeres ostromához. Rövidesen megérkezett azonban a nagyvezír felmentő serege. Súlyos és elhúzódó harcok után november végén mindkét fél visszavonult téli szállásra. Ez volt Russwurm tábornagy első kísérlete Buda bevételére. Serege nem tudta bevenni az erősen védett Budát, viszont helyőrséget hagyott az elfoglalt Pesten, amelyet Russwurm bázisként kívánt használni a következő évre (1603-ra) tervezett újabb támadásához Buda ellen.

## Előzmények
A tizenöt éves háború előző, 1601. évi hadjáratai úgy zárultak, hogy Rudolf király öccse, Mátyás főherceg és Philippe-Emmanuel de Lorraine, Mercœur hercege szeptember 20-án súlyos harcok árán bevette Székesfehérvárt, és a frissen elfoglalt várat meg is védelmezték Jemisdzsi Hasszán (Yemişçi Hasan) pasa erős felmentő támadásaival szemben. Fehérvár parancsnokává Giovanni Mario Isolano grófot nevezték ki. Ferdinánd főherceg 30 ezres serege azonban sikertelenül ostromolta Kanizsa várát, a téliesre fordult idő az ostrom feladására kényszerítette. (Az erdélyi hadszíntéren 1601. augusztus 3-án Giorgio Basta császári tábornagy és Vitéz Mihály havasalföldi fejedelem csapatai a goroszlói csatában szétverték Báthory Zsigmond és Székely Mózes hadseregét. A csata után Basta megölette az Erdélyre pályázó Mihályt is, szilárdan császári ellenőrzés alá vonva Erdélyt).
1602. február 19-én azonban meghalt Mercoeur hercege, a tehetséges hadvezér, a magyarországi hadak főparancsnoka. A császár Hermann von Russwurm (Rusworm) tábornagyot tette meg új főparancsnoknak, mellőzve annak olasz vetélytársait, Ferrante Gonzaga mantovai herceget, Felső-Magyarország katonai parancsnokát és Giorgio Basta tábornagyot, az erdélyi hadak parancsnokát.
1602. február 22-én, az új hadi szezon kezdete előtt, Pozsonyban Mátyás főherceg az uralkodó nevében megnyitotta a magyar országgyűlést. A magyar rendek számos panaszt nyújtottak be a főhercegnek. Kifogásolták az országban hagyott idegen zsoldosok és hajdúk fosztogatásait és túlkapásait. Leírták, hogy a befejezetlenül maradt hadműveletek kifizetetlen császári katonái – Magyarország törvényeit megsértve – nem vonultak haza, hanem az országban telelnek át, szükségleteiket erőszakos rablással fedezik. A székesfehérvári ostromló tábort 1601 őszén feloszlatták, azóta 10 000 vallon és német zsoldos járja a Dunántúlt, falvakat, telkeket, házakat foglalnak el, a lakosságot kifosztják, a nőkön erőszakot tesznek. A főherceg ígéretet tett a bajok orvoslására, ennek fejében a rendek megszavazták 2000 gyalogos és 2000 lovas katona hat havi zsoldját (jobbágytelkek után 150, földesurak fejenként 50 dénárt ajánlottak fel). Ezt kiegészítették 20 házanként 1-1 könnyű lovas felállításával, egy havi szolgálatra, a nemesi felkelés elrendelése helyett. Mátyás főherceg személyének további pénzadományt szavaztak meg, Székesfehérvár előző évi ostromában tanúsított vitézségéért. (Paradox módon Mátyás magyarországi népszerűségét bátyja, Rudolf császár egyre féltékenyebben és növekvő gyanakvással figyelte). A Habsburg Birodalom német felében, az osztrák hercegségekben és a német birodalmi gyűlésben 50 000 katona felszerelését ajánlották meg a török elleni hadjáratra, a prágai udvar ennek ellenére nem tervezett nagyobb szabású hadműveletet az 1602. évre.
Erdélyben Székely Mózes újra fellázadt a Habsburg kormányzás ellen, de 1602. június 29-én Basta tábornagy csapatai Gyulafehérvártól északra, a Maros-menti Tövisnél szétverték egész táborát. Székely Mózes a temesvári pasához menekült és a szultán segítségét kérte. A vereség hatására Báthory Zsigmond végleg behódolt Rudolf császárnak és távozott a fejedelemségből.

## Székesfehérvár elvesztése
Híre jött azonban, hogy a török Székesfehérvár visszafoglalására készül. Russwurm intézkedéseket hozott a vár megerősítésére és hadianyaggal való feltöltésére. Április elején kisebb tapogatózó hadműveletek kezdődtek, Althan császári ezredes megkísérelte Simontornya elfoglalását, de sikertelenül. Egy portyázó hajdúcsapat Buda közelében elfogta Ali pasát, Kanizsa volt parancsnokát. Június 20-án Székesfehérvár alatt török portyázók elfogták a várba igyekvő egyik fegyverszállítmányt. Közben Székesfehérváron Isolano gróf nehezen fékezte olasz és cseh zsoldosait, akik a városon belül templomrablásokat hajtottak végre.
Július 7-én Isolano gróf jelentette Mátyás főhercegnek, hogy a nagyvezír serege átkelt a Száván, és június 26-án Zimonynál gyülekezik. A július 24-én tartott haditanácson Mátyás főherceg hadjárat indítását rendelte el. A keresztény hadsereget Győrnél gyülekeztették, Esztergomot és Székesfehérvárt bőségesen feltöltötték élelmiszerrel, lőszerrel, hadianyaggal. Győrnél, Komáromnál és Esztergomnál hajóhidakat verettek. A török előőrsök augusztus 6-án feltűntek Székesfehérvár alatt.
Jemisdzsi Hasszán pasa, nagyvezír 70 000 főnyi seregével Buda felől Székesfehérvár alá érkezett, körülzárta a várost, és augusztus 12-én megkezdte a vár lövetését. Rohamok és kitörések váltották egymást, mindkét fél súlyos veszteségeket szenvedett. Az Isolano által épített új sáncok és bástyák eleinte jól állták a sarat, de lassan érvényesült a török túlerő és jó helyismeret. Russwurm tábornagy augusztus 23-ra ígért felmentő hadjárata elmaradt. Augusztus 28-án több nagy erejű török rohamot vertek vissza, a védőrség létszáma a felére apadt. Isolano egyik alparancsnoka, De la Marche alezredes a gróf tudta nélkül egyezkedni kezdett a törökkel, szabad elvonulás fejében a vár feladását ajánlva. A fegyelem megbomlott, az ostromlók ezt kihasználva augusztus 29-én betörtek a várba, a védők nagy részét megölték. Isolano grófot több tiszttársával együtt fogságba ejtették, és Nándorfehérvárra vitték. A várral együtt értékes nehézfegyverek és hadi készletek jutottak török kézre.

Mátyás főherceg
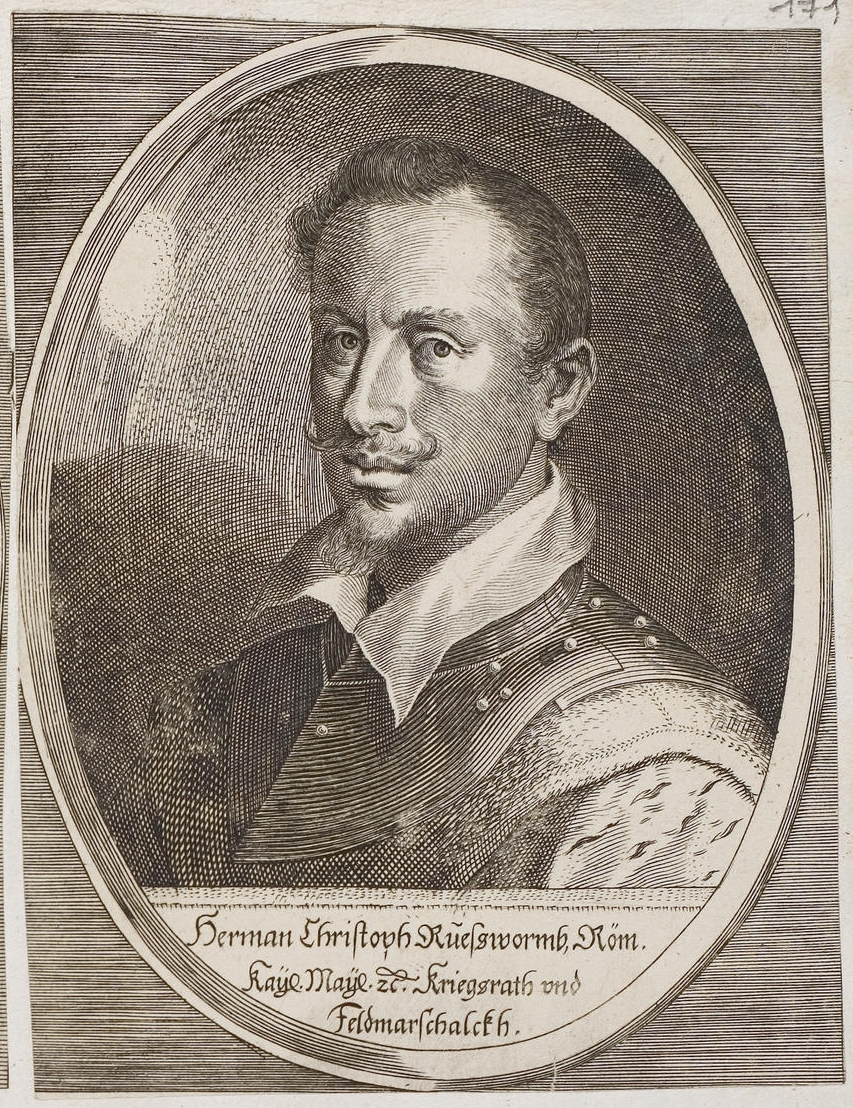
Russwurm (Rußworm) tábornagy
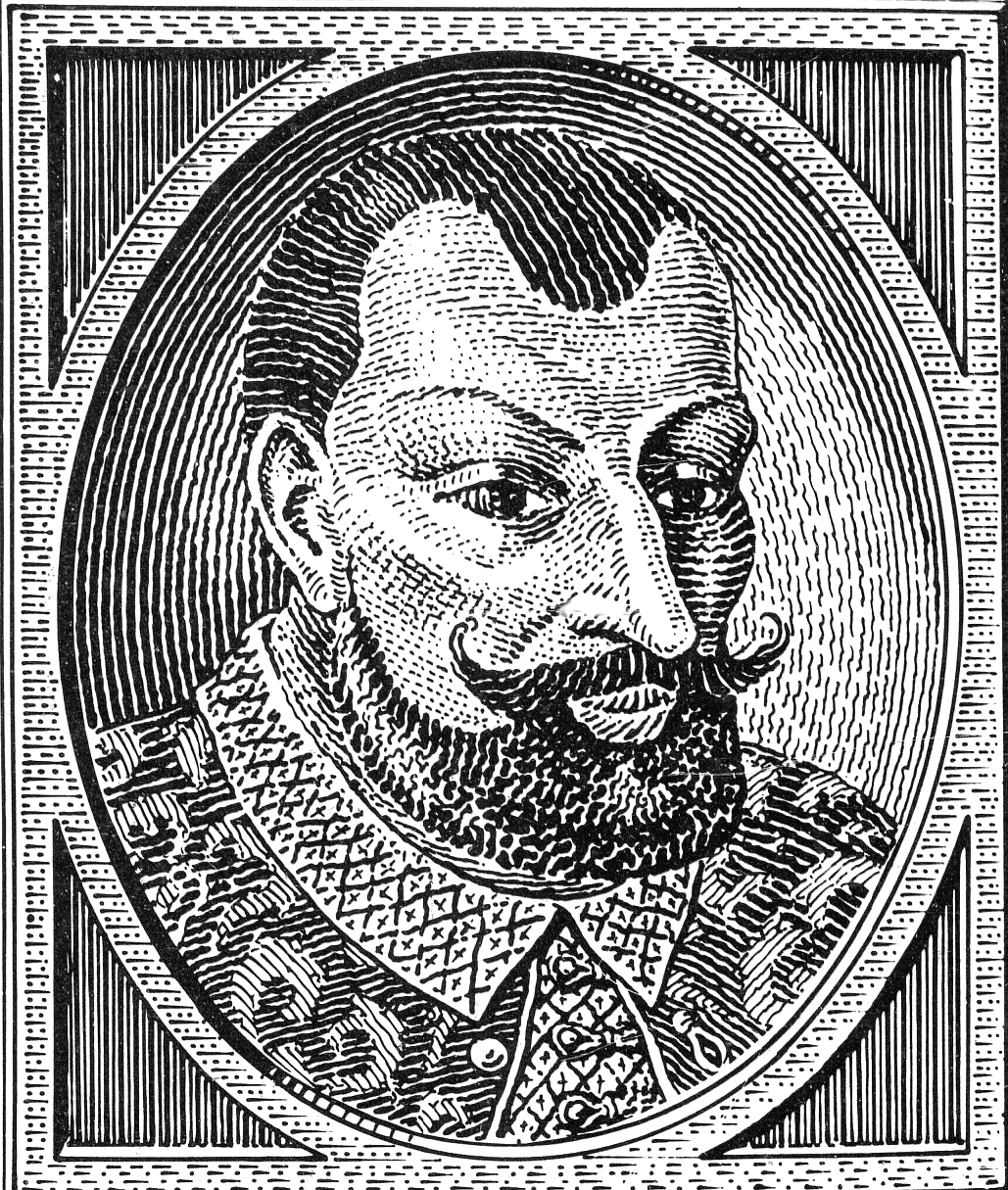
Nádasdy Ferenc

## Császári hadjárat Buda és Pest ellen
Székesfehérvár eleste riadalmat keltett Bécsben. A haditanács arra számított, hogy Jemisdzsi Hasszán pasa ezután Pápa ellen vonul, ahonnan könnyen betörhet Ausztriába. A pasa azonban az elfoglalt Székesfehérvár biztosítására 4000 katonát hagyott, serege zömével Fehérvár és Buda között foglalt állást. Egy kisebb portyázó csapatot Várpalota felé is kiküldött, de nagyobb ostromra nem került sor, a vár magyar kézen maradt.
Szeptember 9-én a győri császári táborban Mátyás főherceg és Russwurm tábornagy, fővezér részvételével haditanácsot tartottak. Elemezték a kémjelentéseket. Először arra következtettek, hogy a nagyvezír Budára, onnan Esztergom ellen vonulhat. A császári sereg erejét a török fősereg elleni akcióhoz elégtelennek minősítették, és Esztergom védelmére készülték. Heinrich Mathias von Thurn grófot (1567–1640) 3000 lovassal a város alá küldték felderítésre.
Foglyul ejtett törökök vallomásaiból azonban kitűnt, hogy Jemisdzsi Hasszán főseregével Budáról nem nyugatnak, hanem Erdély felé szándékozik fordulni, hogy támogatást adjon a Basta tábornagy által levert Székely Mózesnek. (A győztes Basta tábornagy még augusztus 23-án a kolozsvári országgyűlésen Rudolf császár hűségére eskette az erdélyi rendeket, a szembeszegülő török-párti nemeseket kivégeztette.) Ezt átlátva a győri haditanács úgy döntött, Buda ellen küldi a Habsburg-sereget, hogy a várat ostrommal bevegyék, de legalább az Erdély ellen vonuló török fősereget késztessék visszafordulásra. Mátyás főherceg ezután visszatért Bécsbe.
Szeptember 12-én a nagyvezír Fehérvárról Buda alá indult. Itt átkelt a Dunán. A pesti síkságon gyülekeztette csapatait. Innen Szolnokra, majd Szarvasra és Lippára vonult. Amikor hír jött a császári csapatok győri gyülekezéséről, Buda új parancsnoka, Kádizáde Ali pasa, és Buda főbírája, Habil effendi megpróbálta visszafordulásra bírni a nagyvezírt, de Hasszán pasa, „a makacs albán” nem hallgatott rájuk.
Russwurm ezután még sokáig Győrben vesztegelt, csak szeptember 20-án indult meg. A 24 000 főnyi Habsburg-sereg a Duna bal partján, rejtett utakon lassan vonult Esztergomba, a tüzérséget és lőszert dereglyéken szállították a Dunán. A valódi célt a hadvezetés eltitkolta, a katonák sokáig úgy tudták, Székesfehérvár visszavételére indultak.
Október 2-án hajnalban megszállták a Szentendrei-sziget és Margit-sziget közötti partszakaszt, elfoglalták Óbudát. A nap folyamán hajóhidakat vertek a Margit-sziget északi végén, a hídfőket erődített sáncokkal vették körül. Este beérkezett a dunai hajóhad is. A magyar sajkások kapitánya Eörsy Péter volt, a császári hajókat a dunai flotta főparancsnoka, Gilbert de Santhillier gróf kapitány vezényelte. A flotta 2 hadigályából, egy gyújtó-romboló fregattból és 26 tarackos sajkából állt.
Russwurm tábornagy elsőként a Budát Pesttel összekötő hajóhíd megtámadását rendelte el. Október 3-án kombinált szárazföldi-vízi hadművelet indult: A jobb parton Karl Ludwig von Schultz (Sultz) gróf, ezredes a Vízivárost és a budai hídfőt rohamozta meg. Eörsy Péter sajkásainak a Margit-sziget mellől indulva a pesti hídfőt kellett elfoglalniuk, hogy aztán Santhillier kapitány rombolóhajójával megsemmisítsék azt. A törökök nagy erőkkel siettek a veszélyeztetett hídfők védelmére. A pesti török őrséget azonban a magyar sajkások ágyúinak és muskétáinak tüze visszaszorította. A gályák és sajkák tüzérei rést törtek a Víziváros falán. és Schultz ezredes csapata – a sajkások tüzének fedezetében – rohammal betört a Vízivárosba. Russwurm a rohamozók segítségére küldte a sajkák vallon muskétásait is, akik a várárkon átgázolva csatlakoztak az ostromlókhoz. A Vízivárost védő 700 török katonából 200-at levágtak, a többiek Buda falai mögé menekültek. Egy másik császári csapat elfoglalta a gellérthegyi török erődöt, innen megkezdték Buda és Pest ágyúzását. Santhillier kapitány romboló fregattját nagy sebességgel nekihajtották a török hajóhídnak, széles rést ütöttek rajta, használhatatlanná téve a hidat.

## Pest elfoglalása
A hajóhíd lerombolása után, október 5-éről 6-ra virradó éjszakán Russwurm tábornagy kombinált vízi és szárazföldi támadást indított Pest elfoglalására. A támadást egy Buda elleni elterelő akcióval vezették be. Eörsy Péter magyar naszádosai a budai Víziváros és a pesti városfal között vonultak fel, a császári gályák, Santhillier kapitány keze alatt a Gellérthegy alatt álltak támadó alakzatba. Maga Russwurm a császári vezérhajón tartózkodott. A Víziváros felé közeledő hajókat a budai törökök a partról tűz alá vették, egy sajkát elsüllyesztettek. Ekkor a budai parton Schultz gróf gyalogosai megrohamozták a Vízivárost, a német és magyar katonák megmászták a falakat, elfoglalták az egész Vízivárost és a Felsővárost, a török védőket levágták, a Dunába szorították vagy visszaűzték a budai várfalak  mögé.
Ezalatt Russwurm személyes irányításával megindult a fő támadás Pest ellen. A tábornagy a császári hajókról Pestet kezdte lövetni, közben egy hajóraj átszállította Thurn gróf lovasságát a pesti partra. Velük tartottak a magyar hajdúk, ostromlétrákkal felszerelve. Éjfél után válogatott magyar és német gyalogság rohanta meg a városfalakat. Thurn lovassága biztosította a rohamozókat a várőrség kirohanása ellen. A sáncok török őrsége rövid harc után visszahúzódott és (családtagjaikkal együtt) a Duna-parti rondellákban kerestek menedéket. Másnap, október 7-én a Budáról átkelt Schultz ezredes ostromágyúkat vonultatott fel, a maradék török őrség erre szabad elvonulás fejében megadta magát. Őket Nádasdy Ferenc felügyelete alatt átszállították Budára. Egy 500 főnyi török csoport kihasználta a zűrzavart, elfoglalt két bárkát, és veszteség nélkül, fegyveresen menekült át a budai oldalra. A keresztények gazdag zsákmányt (fegyvereket, lovakat, zászlókat) szereztek, a város elfoglalásáról jelentést küldött Bécsbe. Október 7-én az óbudai táborba erősítés érkezett, Herberstein ezredes 6 lovas századdal és 1000 gyalogossal.
Október 9-én Russwurm az elfoglalt Pest város főkapitányává Eörsy Pétert, a hajdúk hadnagyát nevezte ki. Keze alá rendelte a hajdú századok mellett a Schönberg (Schönburg)-ezredet, és Cosimo Strozzi kapitány 3000 császári gyalogosát. Ugyanezen a napon Mátyás főherceg is útnak indult Bécsből, hogy a további hadműveleteknél jelen legyen.

## Buda császári, Pest török ostroma
Pest biztosítása után Russwurm tábornagy Buda ostromát tervezte. Az ostromművek építése gyorsan haladt. A várőrség kirohanásait a császári lovasság rendre visszaverte. A ostromsáncok több helyütt egészen a várfalakig hatoltak. A győzelem fellelkesítette a katonákat, akik úgy hitték, Buda várát két hét alatt kézre keríthetik. Október 11-től a keresztény tüzérség több irányból – a dunai hajókról, a Gellérthegyről, az elfoglalt Pestről, a Rózsadomb és a Víziváros felől – megkezdte a várfalak lövetését.
Október 13-án 20 000 emberrel Lippa alól visszaérkezett Pest alá Jemisdzsi Hasszán nagyvezír, aki hírt kapott a Buda elleni császári hadműveletről. Russwurm tábornagy megerősítette Pest védőrségét, majd Nádasdy, Thurzó és Pogrányi Benedek hajdúkapitány lovasságának élén maga is átkelt a bal partra. Összecsaptak a törökökkel, de a túlerő visszavetette őket, a súlyosra fordult helyzetben maga Russwurm is kis híján török fogságba esett. A magyar lovasság a budai oldalra húzódott vissza. A pesti hídfőt megtartották, és nagy veszteségek árán, a vallon lovasság rohamával visszaverték a hátukban Budáról rájuk törő török lovas támadást is. A nagyvezír seregének közelsége miatt Russwurm elbontatta a margitszigeti hajóhíd pesti ágát, a sziget védelmére egy erős császári egységet rendelt.
Az olasz tüzérek a korszerűtlen szerkezetű, rossz állapotú budai várat könnyen megostromolhatónak ítélték. A nagyvezír hadának visszatérése azonban kétségessé tette Buda gyors bevételét. Kiütközött a nyári hónapok elvesztegetéséből származó hátrány is. Október 14-én Jemisdzsi Hasszán pasa tüzérei megkezdték Pest város lövetését. A védőrség sikeres kitörést hajtott végre ellenük.
Október 15-én a nagyvezír seregéből Lala Mehmed (Sokolluzade Lala Mehmed) pasa 2000 emberével a Dunán át sikeresen bejutott a budai várba, és csatlakozott a védőkhöz. A következő napokban a két hadsereg – egymás állandó zavarása mellett – ostromműveket épített, a törökök Pest ellen, a keresztények a budai vár ellen. Október 16-án Althan császári ezredes 3000 főnyi német gyalogsággal megkísérelte elfoglalni a királyi istállók melletti víztornyot, hogy elvágja a vár vízellátását. A Székesfehérvárról operáló törökök elfogtak 50 szekeret, amelyek élelmiszert szállítottak volna a budai magyar táborba.
Október 17-én Mátyás főherceg megérkezett a budai ostromló táborba, és elrendelte Buda várának folyamatos intenzív lövetését. Október 18-án a Jemisdzsi Hasszán pasa – ostromágyúk híján tarackokkal – megkezdte Pest lövetését. Pest tehermentesítésére Russwurm ismét felállíttatta a margitszigeti hidat, ezen át lovas és gyalogos alakulatokat küldött át, Thurn gróf parancsnoksága alatt. A pesti oldalra érkező császáriakat azonban erős török tüzérségi tűz és lovassági támadás fogadta. Nagy veszteségek árán vonultak vissza a szigetre.
Október 21-én a nagyvezír erős támadást intézett Pest ellen, de eredmény nélkül. Másnap, október 22-én Mátyás főherceg általános rohamot rendelt el a budai vár ellen, Tilly alezredes vezetésével. A várfal északi részén az ágyúk széles rést törtek, az ostromlók itt szándékoztak bejutni a várba. A Bécsi-kapu alá fúrt aknák azonban nem robbantak fel az esős időjárás miatt. Gyilkos küzdelem alakult ki, a réshez nagy létszámban összpontosított védők keményen védekeztek. A rohamot Russwurm háromszor indította újra. Főtisztjeivel csaknem csaknem a résig jutott, de a védők több órán át tartó véres harcban visszavertek minden rohamot. A növekvő emberveszteség láttán a támadást maga Mátyás főherceg állította le. 1500-nál több császári katona vesztette életét, az ostromló sereg jobb szárnya végzetesen meggyengült, Tilly ezrede csaknem teljesen megsemmisült. A súlyosan megrongált vár török védői is erejük végére jutottak, egy szemtanú szerint „az iszlám katonái elbúcsúztak egymástól és elszánták magukat a halálra.” Az ostromlók újabb rohama azonban elmaradt.
A következő napokat mindkét fél pihenésre, a falak és az ostromművek javítására használta. Október 25-én a nagyvezír Pest ellen intézett támadást. Russwurm hírt kapott a boszniai pasa felmentő seregének elindulásáról. Felmérte, hogy erői elégtelenek a több fronton megvívandó párhuzamos hadműveletekhez, ezért Pest megtartására összpontosított. Buda vára körül csak biztosító csapatokat hagyott. Éjjel Maximilian von Salm gróf csapata átkelt a pesti oldalra és október 26-án nagy erőkkel megtámadta a falak alá érkező törököket. A pesti védőrség is kicsapott a törökökre, de a császáriakkal együtt kirohanó magyar hajdúk meginogtak, a törökök ellentámadást indítottak. A zűrzavarban számos császári és magyar tiszt elesett, köztük Eörsy Péter hajdúkapitány is, a pesti védőrség parancsnoka. A döntőnek szánt támadás egyetlen eredménye az volt, hogy sikerült megsemmisíteni a félig kész török aknajáratokat.
A következő napok meddő csatározással teltek, egyik fél sem tudott döntő fölénybe jutni. A 6000 főnyi boszniai török felmentő sereg Székesfehérvárra érkezett, és Adonynál készült átkelni a Duna bal partjára.

## A nagyvezír elvonulása
A nagyvezír táborának ellátását javarészt a budai török helyőrség biztosította. A hadműveletek elhúzódása miatt a Vár készletei megcsappantak. Október végén Ali budai pasa arra kérte a nagyvezírt, hogy fő seregével vonuljon el a Pest alól, mert élelmezésüket a várból már nem tudják megoldani. A nagyvezír október 28-án (a várőrség kirohanásával együtt) még egy utolsó támadást intézett Pest ellen, de belátta, hogy ereje elégtelen a város visszafoglalásához.
Október 30-ről november 1-re virradó éjjel Jemisdzsi Hasszán pasa tábort bontott és elvonult. Serege még Pest közelében járt, amikor szembe találkozott Georg von Rueber császári ezredes 2000 főnyi hadával, akik Kassa felől vonultak Buda alá. A kialakuló ütközetben a törökök szétverték a felső-magyarországi sereget, melynek alig fele jutott el az óbudai császári táborba. Rueber katonái után még 3000 hajdú és felfegyverzett parasztcsapatok is erősítésként. November 3-ra virradó éjjel a budai törökök 2000 főnyi erővel megrohanták az óbudai Habsburg-tábort. A támadást négy órán át tartó véres közelharc árán tudták visszaverni, de a törökök ezernél több keresztény katonát öltek meg.
A nagyvezír Tolna felé vonult, itt szándékozott bevárni a boszniai erősítést, amellyel együtt ismét Pest ellen fordult volna. Mátyás főherceg hírt kapott a manőverről, az ostromló haderőből 5000 főt a törökök üldözésére indított, Schultz és Kollonich császári ezredesek, Pogrányi Benedek, Thurzó és Nádasdy Ferenc vezetése alatt. A naszádosokat is dél felé küldte a Dunán. A királyi hadaknak meg kellett akadályozniuk, a török átkelését a Sárvízen, emellett el kellett foglalniuk a török által őrizetlenül hagyott Duna-menti erősségeket: Adonyt, Dunaföldvárt, Paksot, Tolnát. A csapatok betörtek Kalocsára is, a várost kifosztották és felégették. Mátyás főherceg hadművelete azonban a nagyvezér hadának mozgását nem tudta megzavarni. A Pesten hagyott, meggyengült keresztény helyőrség és a Budát ostromló sereg viszont sokat szenvedett a kedvezőtlenre forduló időjárástól és a budai törökök egyre gyakoribb, veszélyes kitörései miatt.

## A császáriak elvonulása
A kialakuló patthelyzet miatt a császári katonaság körében lázongás támadt. A sereget éhínség és betegségek is gyengítették. A katonák és a tisztikar Russwurm fővezért okolta a kudarcért, mondván, elégtelen erővel indult a hadjáratba, személyében felelős a harcok elhúzódásáért, nagy számú tiszt és képzett katona elvesztéséért. A tábornagyot maga Mátyás főherceg sem kedvelte, és november 9-én – a bécsi haditanáccsal egyetértésben – úgy döntött, beszünteti Buda várának ostromát. (Más forrás szerint maga Russwurm hozta meg a döntést.) Megkezdődött az elvonulás előkészítése. Russwurm 8000 gyalogossal és 2000 lovassal még ezután folytatni akarta volna Buda ostromát, de a főherceg elutasította az irreális tervet.
Az elvonulás előkészületeit látva a budai török helyőrség fokozta támadásait a vár körül álló csapatok ellen. November 10-én a törökök a stájerországi lovasságra csaptak ki, 12-én pedig Thurn gróf csapataira, utóbbit Nádasdy és Thurzó magyar lovassága verte vissza. Másnap, november 13-án a törökök közvetlenül Mátyás főherceg táborába törtek be, őket a kassai lovasság űzte el. A keresztények vérveszteségei tovább nőttek.
Az elfoglalt Pesten a főherceg erős védőrséget akart hátrahagyni, hogy az a következő évi ostromnak legyen támaszpontja. A város azonban ki volt a téve a budai török ágyúk tüzének, a védelemre kijelölt katonák megtagadták a parancsot. Több kijelölt ezred is megtagadta a parancsot és kivonult a városból. (Zsoldos és toborzott hadak fölött ebben az időben a hadvezetésnek nem volt feltétlen utasítási joga). Végül sorshúzással döntöttek. Karl Ludwig Schultz ezredes lett a város parancsnoka. November 13-án a gellérthegyi erődből kivont német, morva és sziléziai katonákat rendelte a városba, azok is megtagadták a parancsot, de Schultz ezredes ágyúval lövetett közéjük. 12 embere meghalt, a többiek meghátráltak, Schultz 3000 gyalogost, 600 osztrák lovast, 200 pozsonyi huszárt és 500 hajdút vezetett a városba. Ezzel egy időben Russwurm erősítést küldött az elfoglalt Adony biztosítására is. November 14-én a Habsburg fősereg elvonult Óbudáról Esztergom felé. A menetoszlopot biztosító lovasság november 15-én indult meg, az utóvédek november 19–20-án vonultak el a táborból. Budavár falain a törökök győzelmi ünnepet ültek.

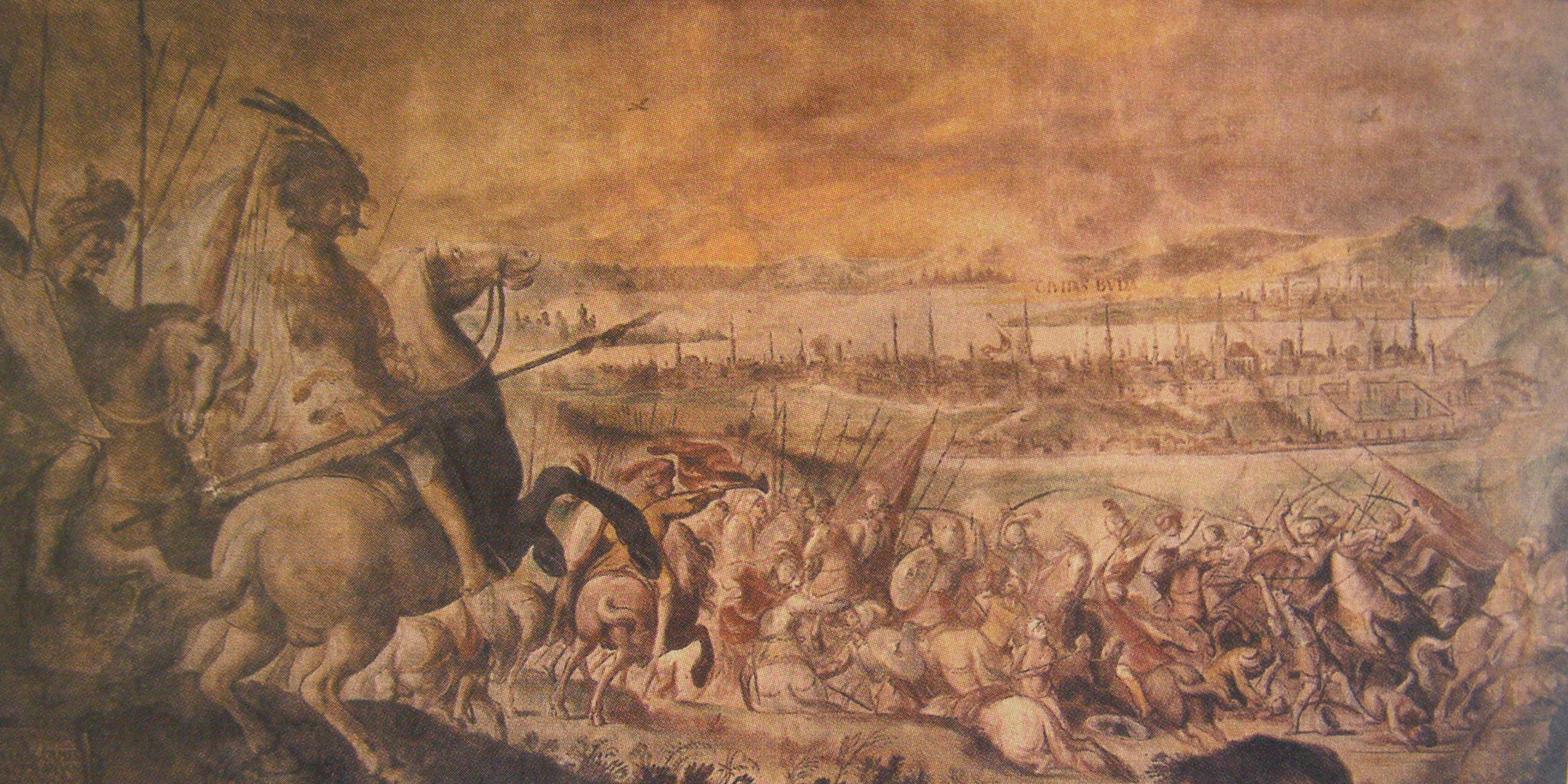
Hans Rudolf Miller: Buda ostroma (falikép a sárvári Nádasdy-várban)

## Az ostrom utáni helyzet
Röviddel a keresztény csapatok távozása után Kelenföld felől beérkezett a boszniai pasa 13 000 főnyi felmentő serege. Elfoglalták a gellérthegyi erődöt. Innen és a budai várból folytonos ágyútúz alá vették Pestet, a hátrahagyott védők számára lehetetlenné téve a mozgást a városban.
Mátyás főherceg Esztergomban feloszlatta a sereget. A pesti helyőrség számára hajón jelentős lőszerszállítmányt küldött. A haditanácstól kérte Pest városának halaszthatatlan megerősítését. E célra Giacomo Serra pápai hadbiztos 5000 forintot adott. A munkákat olasz hadmérnökök irányították. A Dunapartra (a budai Várra) néző építményeket felfalazták, megerősítették, a városfalak körül mély védőárkot ástak, az ellenséges rajtaütések megnehezítésére. A legfontosabb munkákkal 1602 karácsonyára végeztek.
A török fősereg Belgrádba vonult vissza téli szállásra. Gázi Giráj tatár kán serege Pécs környékére húzódott. A telet mindkét fél a következő, 1603-as évi hadjáratra való felkészüléssel töltötte.

## Az 1602-es hadjárat értékelése
A Habsburg Birodalom számára a hadjárat legnagyobb sikere az volt, hogy elvonta a török főerő Erdély ellen tervezett csapását. A nagyvezír hadának és Székely Mózes felkelőinek közös támadása ellen Basta tábornagy császári erői gyengék lettek volna, így azonban Basta kerekedett felül, és kíméletlenül leszámolhatott a Habsburg-hatalom erdélyi ellenzékével. Ugyanakkor világossá vált, hogy a jól kiépített, erősen védett Buda vára komolyabb ostromot is biztonságban ki tud állni. Az elfoglalt Pest városában hagyott keresztény helyőrség kitartása a Habsburgoknak reményt adott az 1603 tavaszára tervezett következő hadjárat sikerére.